# Voce prigioniera
Voce prigioniera è un album della cantautrice italiana Giuni Russo, pubblicato il 27 novembre 1998 dall'etichetta discografica NAR International.

## Descrizione
Per festeggiare nel miglior dei modi i trent'anni di carriera - iniziata nel 1968, sotto lo pseudonimo di Giusy Romeo - Giuni Russo decise di pubblicare il suo primo album "live", che comprendeva quindici brani registrati in vari concerti nel corso degli anni novanta.
Il titolo Voce prigioniera esprime la volontà di uscire dagli schemi del mercato discografico, caratterizzato da canzonette commerciali, pur di continuare a fare scelte giuste; di certo un titolo autobiografico, perché Giuni si sentiva una voce prigioniera, incatenata, obbligata dai discografici:
(da un'intervista del 30 novembre 1999)
La tracklist comprende una buona parte del disco A casa di Ida Rubinstein (1988), due brani di Energie (1981), due tratti da Vox (1983), uno tratto da Mediterranea (1984), uno da Se fossi più simpatica sarei meno antipatica (1994) ed infine due tracce che non erano mai apparse in nessun album della cantante: Nomadi e Il re del mondo.

## Tracce
1. La zingara
2. Le crepuscule
3. A mezzanotte
4. Fenesta che lucive
5. Vanne, o rosa fortunata
6. Me voglio fà na casa
7. Lettera al governatore della Libia
8. L'addio
9. Il sole di Austerlitz
10. Mediterranea
11. Il re del mondo
12. Nomadi
13. La sua figura
14. Sere d'agosto
15. Post moderno

## Formazione
- Voce: Giuni Russo
- Pianoforte: Alessandro Nidi
- tastiere e programmazioni: Lamberto Cesaroni
- Clarinetto: Massimo Ferraguti